# Sagittarius-II-Zwerggalaxie
Die Sagittarius-II-Zwerggalaxie, kurz auch Sagittarius II oder Sagittarius 2, ist eine im Jahr 2015 entdeckte Zwerggalaxie des Typs dSph im Sternbild Schütze in der Lokalen Gruppe und eine der Satellitengalaxien der Milchstraße.

## Eigenschaften
Sag II dSph besitzt einen Halblichtradius von {\displaystyle r_{h}={2,0}_{-0,3}^{+0,4}} ′, was bei einer Entfernung von etwa 60 kpc einer Größe von {\displaystyle ({37}_{-7}^{+8})} pc entspricht.

## Weiteres
- Liste der Galaxien der Lokalen Gruppe